# Coldstream Bridge
Die Coldstream Bridge ist eine Straßenbrücke, welche die schottisch-englische Grenze überspannt. Sie steht nahe der schottischen Ortschaft Coldstream in der Council Area Scottish Borders beziehungsweise nahe der Ortschaft Cornhill-on-Tweed im englischen Northumberland. 1971 wurde das Bauwerk in die schottischen Denkmallisten in der höchsten Denkmalkategorie A aufgenommen. Zusammen mit dem nebenliegenden Marriage House bildet die Brücke außerdem ein Denkmalensemble der Kategorie A. Eine ehemalige zusätzliche Einstufung als Scheduled Monument wurde 2012 aufgehoben. In den englischen Denkmallisten ist die Coldstream Bridge hingegen als Kategorie-II*-Bauwerk klassifiziert.

## Geschichte
Den frühesten Entwurf für eine Brücke am Standort reichte der aus Haddington stammende Ingenieur Robert Reid im Jahre 1762 ein. Zur selben Ausschreibung reichte auch John Smeaton einen Entwurf ein. Später lieferte er einen neuen Entwurf nach, der Elemente von Reids Idee mit seiner vereinigte. Der Bau nach diesem Plan wurde im Juli 1763 begonnen. Nach mehr als dreijähriger Bauzeit wurde der Viadukt am 28. Oktober 1766 eröffnet. Die Gesamtkosten beliefen sich auf 6000 £. Sie amortisierten sich durch Erhebung eines Brückenzolls.
Zur Verminderung der Pfeilererosion wurde 1785 wenige Meter flussabwärts ein Wehr hinzugefügt. 1922 wurden im Zuge einer Restauration die Pfeiler verstärkt und die Brüstungen neu aufgebaut. Nach Umgestaltungen im Jahre 1928 wurde das Bauwerk schließlich von 1960 bei 1961 erneut verstärkt und die Fahrbahn erweitert. Auch die abgesetzten beidseitigen Fußgängerwege entstanden in dieser Phase.
1926 wurde in die westliche Brüstung eine Plakette eingelegt, die an die Brückennutzung durch Robert Burns im Jahre 1787 erinnert.

## Beschreibung
Die Coldstream Bridge führt die A698 (Hawick–Berwick-upon-Tweed) mit einer Gesamtlänge von 173 m über den Tweed. Der Mauerwerksviadukt überspannt den schottisch-englischen Grenzfluss mit sieben ausgemauerten Segmentbögen mit Schlusssteinen. Die Brücke ist symmetrisch aufgebaut, wobei die Bögen nach außen sukzessive geringere lichte Weiten aufweisen. Der zentrale Bogen weist eine lichte Weite von 20,9 m auf, während die folgenden Bögen paarweise mit Weiten von 18,4 m beziehungsweise 17,7 m konstruiert wurden. Bei den äußersten Bögen handelt es sich um deutlich kleiner dimensionierte Flutbögen an den Ufern. Der symmetrische Aufbau ergibt den Vorteil der Wiederverwendbarkeit des Lehrgerüsts. An den Pfeilern treten spitz zulaufende Eisbrecher heraus. Die Zwickel sind mit ausgemauerten blinden Oculi ornamentiert.